# (9384) Aransio
(9384) Aransio (1993 TP26) – planetoida z pasa głównego asteroid okrążająca Słońce w ciągu 5 lat i 221 dni w średniej odległości 3,15 j.a. Została odkryta 9 października 1993 roku.